# Tejería
Tejería es una colonia de la ciudad de Veracruz, perteneciente a la localidad de Valente Díaz. Ubicada en el kilómetro 97 de la carretera Xalapa-Veracruz la cual tiene más de 15.520 habitantes. Se caracteriza principalmente por la distribución de carne de cerdo, en sus ya famosos puestos de "Carnitas" distribuidos sobre la entrada principal de la colonia, siendo esta su actividad económica más renombrada . Su desarrollo es proporcional al del Parque Industrial Bruno Pagliai y particularmente a Tenaris Tamsa, fábrica que está ligada también con la formación de esta colonia.
Su nombre lo toma de una fábrica de tejas que es un material que se utiliza para la construcción de los techos de las viviendas. Los primeros asentamientos se dieron a principios del siglo XX ya que desde entonces existe la parada del ferrocarril en esta colonia en su ruta Córdoba-Veracruz pero fue hasta la mitad de este siglo entre los años 1930 y 1950 cuando esta colonia empezó a recibir un importante número de inmigrantes del vecino estado de Puebla principalmente de las regiones de Acatzingo, Tepeaca y Huehotzingo así como también de poblaciones del mismo estado de Veracruz como Paso de Ovejas, Paso del Macho y La Antigua.
- Datos: Q6140301